# Vlag van Eritrea

Vlag van Eritrea (ratio 1:2)

De vlag van Eritrea bestaat uit een rode driehoek die de hele breedte van de vlag inneemt, met een groene driehoek erboven en een lichtblauwe driehoek eronder. In de rode driehoek staat een gele olijftak in een olijfkrans. Eritrea nam deze vlag op 5 december 1995 in gebruik.

## Symboliek
De drie kleuren van de drie driehoeken hebben elk een symbolische betekenis: groen staat voor de vruchtbaarheid van het land en de landbouw, blauw symboliseert de oceaan en rood staat voor het bloed dat in de onafhankelijkheidsstrijd is vergoten. De olijftak en -krans staat voor vrede en eert de rol die de Verenigde Naties hebben gespeeld bij de totstandkoming van de Eritrese onafhankelijkheid.

## Ontwerp
De vlag wordt gevormd door drie driehoeken: twee rechtbenige in de kleuren groen (boven) en blauw, met daartussen een scherpe gelijkbenige driehoek in de kleur rood. Samen vormen de drie driehoeken een rechthoek met een hoogte-breedteverhouding van 1:2. Het midden van de olijftak bevindt zich op een kwart van de breedte van de vlag.
Album2000 geeft de volgende kleurenspecificaties in de Pantone-codering:
- geel: 123C;
- rood: 185C;
- groen: 361C;
- blauw: 279C.

## Geschiedenis

### Eerste Eritrese vlag

Vlag van Eritrea, 1952-1961
(ratio 2:3)

Eritrea was al door veel machten bestuurd toen het in 1885 werd gekoloniseerd door Italië. Tot 1941 bleef de Italiaanse vlag in het gebied wapperen. Dat jaar werden de Italiaanse troepen door de Geallieerden uit het gebied verdreven; dit in het kader van de Tweede Wereldoorlog. Eritrea werd een Brits protectoraat.
In 1950 besloten de Verenigde Naties dat Eritrea deel van een federatie met Ethiopië zou worden. Op 2 december dat jaar ging de federatie van start. Eritrea kreeg onder meer een eigen parlement en nam in 1952 een eigen vlag in gebruik. De vlag toonde, net als de huidige vlag, een olijfkrans met daarin een olijftak. In 1952 was de krans echter groen en werd deze in het midden van een blauw doek geplaatst. Het blauw was afgeleid van de vlag van de Verenigde Naties en verwees net als de olijfkrans en -tak naar de rol die de Verenigde Naties hadden gespeeld bij het verwerven van autonomie binnen Ethiopië.

### Onafhankelijkheidsoorlog
In 1961 werd de federatie door keizer Haile Selassie van Ethiopië ontbonden en mocht ook de Eritrese vlag niet meer gebruikt worden. Alleen de vlag van Ethiopië was toegestaan. Korte tijd later brak de Eritrese Onafhankelijkheidsoorlog uit, die pas in 1991 zou eindigen. De burgeroorlog zou gestart worden door het Eritrean Liberation Front (ELF), dat de Eritrese vlag bleef gebruiken.
In 1971 splitste het Eritrean People's Liberation Front (EPLF) zich af van het ELF en zou al snel de strijd tegen de Ethiopiërs aanvoeren. Het EPLF voerde een vlag die de basis vormt voor de huidige vlag. De EPLF-vlag bestond net als de huidige vlag uit drie driehoeken in de kleuren groen, rood en blauw, maar bevatte een gele ster in de rode driehoek.

? Vlag van Ethiopië tot 1975
? Vlag van het EPLF (ratio 2:3)
? Vlag van Eritrea, 1993-1995 (ratio 2:3)

### Onafhankelijkheid
In 1993 stemde een ruime meerderheid van de bevolking voor onafhankelijkheid. In december 1995 zou zoals vermeld de huidige vlag worden aangenomen. De vlag is een combinatie van de vlag van het EPLF met het olijftaksymbool uit de jaren vijftig. Oppositiepartijen en andere bewegingen die zich verzetten tegen het regime van Isaias Afewerki gebruiken vaak nog de oude Eritrese vlag.